# Zastava Svetog Kristofora i Nevisa
Zastava Svetog Kristofora i Nevisa usvojena je 19. rujna 1983.
Iako se na njoj nalaze panafričke boje, službeno boje nose drugačije simboličko značenje.
Zelena predstavlja plodnost zemlje, crvena borbu za nezavisnost, žuta sunčevu svjetlost, crna afričko nasljeđe, a bijele zvijezde nadu i slobodu.